# HD 68988 b
HD 68988 b — газовый гигант, обращающийся вокруг звезды спектрального класса G0 HD 68988. Открыт методом доплеровской спектроскопии в 2001 году.